# Ленінська селищна рада (Ленінський район)
Ле́нінська се́лищна ра́да — адміністративно-територіальна одиниця та орган місцевого самоврядування в Ленінському районі Автономної Республіки Крим. Адміністративний центр — селище міського типу Леніне.

## Загальні відомості
- Населення ради: 7 936 осіб (станом на 1 січня 2011 року)

## Населені пункти
Селищній раді підпорядковані населені пункти:
- смт Леніне

## Склад ради
Рада складається з 30 депутатів та голови.
- Голова ради: Новиков Геннадій Євгенієвич

### Керівний склад попередніх скликань
| Прізвище, ім'я, по батькові | Основні відомості                                                | Дата обрання | Дата звільнення |
| --------------------------- | ---------------------------------------------------------------- | ------------ | --------------- |
| Козицький Анатолій Іванович | Селищний голова, 1959 року народження, член Партії регіонів      | 26.03.2006   | 31.10.2010      |
| Новиков Геннадій Євгенієвич | Селищний голова, 1949 року народження, освіта вища, безпартійний | 31.10.2010   |                 |

Примітка: таблиця складена за даними сайту Верховної Ради України

### Депутати
За результатами місцевих виборів 2010 року депутатами ради стали:

#### За суб'єктами висування
| Суб'єкт висування                 | Кількість обраних депутатів | %    |
| --------------------------------- | --------------------------- | ---- |
| Партія регіонів                   | 18                          | 60   |
| Самовисування                     | 10                          | 33,3 |
| Політична партія «Сильна Україна» | 1                           | 3,3  |
| Політична партія «Фронт Змін»     | 1                           | 3,3  |

#### За округами
| № округу                          | Прізвище, ім'я, по батькові       | Дата визнання обраним | Освіта             | Партійна приналежність                  | Відомості про обраного депутата                                                       |
| --------------------------------- | --------------------------------- | --------------------- | ------------------ | --------------------------------------- | ------------------------------------------------------------------------------------- |
| Партія регіонів                   |                                   |                       |                    |                                         |                                                                                       |
| 1                                 | Попов Анатолій Гаврилович         | 04.11.2010            | вища               | член Партії регіонів                    | Ленінський цех зв'язку Південно — Кримського каналу, керівник                         |
| 2                                 | Косткін Андрій Олександрович      | 04.11.2010            | середня спеціальна | член Партії регіонів                    | ВАТ «Ленінське АТП- 14339», водій                                                     |
| 4                                 | Ілюшина Людмила Михайлівна        | 04.11.2010            | вища               | член Партії регіонів                    | приватний підприємець                                                                 |
| 5                                 | Фіношкин Олександр Федорович      | 04.11.2010            | вища               | член Партії регіонів                    | КП «Ленком», керівник теплової дільниці                                               |
| 8                                 | Андреева Тетяна Іванівна          | 04.11.2010            | середня спеціальна | член Партії регіонів                    | заступник керівника виробничої ділянки по Ленінському району, ВАТ «Керчгаз»           |
| 9                                 | Персидська Ірина Миколаївна       | 04.11.2010            | середня            | член Партії регіонів                    | приватний підприємець                                                                 |
| 12                                | Козицький Віталій Анатолійович    | 04.11.2010            | вища               | член Партії регіонів                    | ВАТ «Ленінське АТП- 14339», голова правління                                          |
| 13                                | Хоменко Олександр Григорович      | 04.11.2010            | середня            | член Партії регіонів                    | ВАТ «Ленінське АТП- 14339», водій                                                     |
| 15                                | Ходирєва Олександра Олександрівна | 04.11.2010            | вища               | член Партії регіонів                    | Ленінська селищна рада, секретар                                                      |
| 16                                | Сухоносов Володимир Анатолійович  | 04.11.2010            | вища               | член Партії регіонів                    | КП «Ленводоканал», начальник служби збуту                                             |
| 17                                | Штепа Ганна Михайлівна            | 04.11.2010            | вища               | член Партії регіонів                    | Ленінська селищна рада, фахівець 1 категорії                                          |
| 22                                | Іванова Світлана Геннадіївна      | 04.11.2010            | вища               | член Партії регіонів                    | Держкомзем в Ленському районі, заступник керівника відділу                            |
| 25                                | Черемушнікова Ірина Іванівна      | 04.11.2010            | вища               | член Партії регіонів                    | КП «Ленком», головний бухгалтер                                                       |
| 26                                | Хронін Віктор Миколайович         | 04.11.2010            | середня            | член Партії регіонів                    | ДП «Ленінський лісгосп», лісник                                                       |
| 27                                | Решетов Рустем Шукредінович       | 04.11.2010            | вища               | член Партії регіонів                    | приватний підприємець                                                                 |
| 28                                | Суф'янова Діляра Музафарівна      | 04.11.2010            | вища               | член Партії регіонів                    | Ленінська РДА, УП і СЗН, головний спеціаліст                                          |
| 29                                | Пургин Микола Миколайович         | 04.11.2010            | середня            | член Партії регіонів                    | КП «Семіколодязянський ринок», заступник керівника                                    |
| 30                                | Левін Олександр Георгійович       | 04.11.2010            | вища               | член Партії регіонів                    | КП «Ленком», головний інженер                                                         |
| Політична партія «Сильна Україна» |                                   |                       |                    |                                         |                                                                                       |
| 24                                | Сазонова Людмила Іванівна         | 15.11.2010            | вища               | член Політичної партії «Сильна Україна» | ПП «землевпорядник», керівник                                                         |
| Політична партія «Фронт Змін»     |                                   |                       |                    |                                         |                                                                                       |
| 20                                | Потеруха Альона Анатоліївна       | 04.11.2010            | середня спеціальна | член Політичної партії «Фронт Змін»     | Ленінське ПТУ, майстер виробничого навчання                                           |
| Самовисування                     |                                   |                       |                    |                                         |                                                                                       |
| 3                                 | Климчук Людмила Олексіївна        | 13.01.2011            | середня            | позапартійна                            | пенсіонер                                                                             |
| 6                                 | Кіріллова Ольга Григорівна        | 04.11.2010            | вища               | член Партії «Союз»                      | майстер виробничого навчання, Ленінське ПТУ                                           |
| 7                                 | Ранюк Валентина Константинівна    | 13.01.2011            | середня            | позапартійна                            | тимчасово не працює                                                                   |
| 10                                | Кас'янов Олег Вікторович          | 04.11.2010            | середня спеціальна | позапартійний                           | тимчасово не працює                                                                   |
| 11                                | Ніязов Олександр Леонідович       | 04.11.2010            | вища               | позапартійний                           | Сімферопольський філія АБ «Синтез», кірівник відділу № 1                              |
| 14                                | Воловиков Андрій Леонідович       | 04.11.2010            | вища               | позапартійний                           | пенсіонер                                                                             |
| 18                                | Гафарова Пакізе Захарівна         | 04.11.2010            | середня спеціальна | позапартійна                            | приватний підприємець                                                                 |
| 19                                | Морозов Сергій Васильович         | 10.10.2012            | вища               | член Народної партії                    | пенсіонер МВС                                                                         |
| 21                                | Ніязова Поліна Юріївна            | 04.11.2010            | вища               | позапартійна                            | Сімферопольський філія АБ «Синтез», економіст відділу № 9                             |
| 23                                | Ухов Сергій Леонідович            | 04.11.2010            | вища               | позапартійний                           | Ленинська Районна Державна Адміністрація, завідувач сектору підприємництва і торгівлі |